# Bianchite
La bianchite est un minéral de la classe des sulfates qui appartient au groupe de l'hexahydrite. Il a été nommé en l'honneur d'Angelo Bianchi (1892-1970), minéralogiste italien au Conseil national de la recherche (CNR) et à l'université de Padoue.

## Caractéristiques
La bianchite est un sulfate de formule chimique ZnSO4·6H2O. Elle cristallise dans le système monoclinique. Sa dureté sur l'échelle de Mohs est de 2,5. Elle est facilement soluble dans l'eau.

## Classification
Selon la classification de Nickel-Strunz, la  bianchite appartient à "07.CB: Sulfates (séléniates, etc.) sans anions additionnels, avec H2O, avec des cations de taille moyenne", avec les minéraux suivants : dwornikite, gunningite, kiesérite, poitevinite, szmikite, szomolnokite, cobaltkiesérite, sandérite, bonattite, aplowite, boyléite, ilésite, rozénite, starkeyite, drobecite, cranswickite, chalcanthite, jôkokuite, pentahydrite, sidérotile, chvaleticéite, ferrohexahydrite, hexahydrite, moorhouséite, nickelhexahydrite, retgersite, biebérite, boothite, mallardite, mélantérite, zinc-mélantérite, alpersite, epsomite, goslarite, morénosite, alunogène, méta-alunogène, aluminocoquimbite, coquimbite, paracoquimbite, rhomboclase, kornélite, quenstedtite, lausénite, lishizhénite, römerite, ransomite, apjohnite, bilinite, dietrichite, halotrichite, pickeringite, redingtonite, wupatkiite et méridianiite.

## Formation et gisements
Elle a été découverte dans les mines de Raibl, à Tarvisio, dans la Province d'Udine (Frioul-Vénétie Julienne, Italie). Elle a également été décrite ailleurs en Europe, en Amérique du Nord et en Australie.